# Draže
Draže je izraz, ki se uporablja v farmaciji in kulinariki. V obeh primerih gre za okroglasto jedro, ki je obloženo s sladkorjem ali sladkornim sirupom.
1. V farmacevtskem smislu je draže okrogla ali ovalna tableta, ki je obložena s sladkorno oblogo. Običajno je sladkorna obloga nanešena, da prekrije neprijeten vonj ali okus tablete, lahko pa z njo dosežemo tudi prirejeno sproščanje; obloga lahko ima takšne lastnosti, da razpade šele v želodcu ali v črevesju. Lahko je nanešena v več slojih, kar omogoči, da se del učinkovine sprosti takoj (začetni odmerek), del pa šele čez čas (vzdrževalni odmerek).
2. V kulinariki je draže s sladkorno oblogo obložena sladkarija.